# Steel Engraved
Steel Engraved ist eine deutsche Power-Metal-Band aus Niederbayern.

## Geschichte
Die deutsche Power-Metal-Band wurde 2006 von Andy Straehler, Chris Wende, Marco Schober, Thorsten Zirpner und Anton Weber gegründet. Daniel Kieslinger ersetzte Ende 2009 Anton Weber am Schlagzeug, Ende 2011 kam Thomas Lang für Thorsten Zirpner am Bass dazu. Die erste Demo-EP Fuel for Live wurde 2007 aufgenommen, anschließend entschied man sich den ersten Longplayer State of Siege aufzunehmen (2010, Stone Stallion Records). Beide Aufnahmen zollen dem klassischen Heavy Metal der 1980er-Jahre Tribut. Das 2012 erschienene Album On High Wings We Fly wurde von Vicious-Rumors-Mastermind Geoff Thorpe produziert.
2010 und 2011 waren die fünf Musiker mit Bands wie W.A.S.P., Circle II Circle und Vicious Rumors auf Tour. Auch im Vorprogramm von Accept und Edguy trat die Band auf.
Neben diversen Festivals (Metal Invasion, Metal Days, Basinfirefest, Out and Loud, Kaltenbach Open Air etc.) konnte Steel Engraved auch auf der Kreuzfahrt „70000 Tons of Metal“ im Jahre 2013 auftreten.
Ein drittes, selbstbetiteltes Studioalbum erschien nach längerer Vorbereitungszeit im Januar 2019.

## Diskografie

### Demos
- 2007: Fuel for Live (4 Titel)

### Alben
- 2009: State of Siege (Funeral Industries)
- 2012: On High Wings We Fly (SAOL)
- 2019: Steel Engraved (ROAR! Rock of Angels Records)